# James Massie (homme politique)
Pour les articles homonymes, voir James Massie et Massie.
James M. Massie (20 octobre 1833-1er mai 1904) est un homme politique canadien de l'Ontario. Il est député provincial libéral de la circonscription ontarienne de Wellington-Sud de 1876 à 1879.

## Biographie
Né à Lumphanan dans l'Aberdeenshire en Écosse, Massie devient député à la faveur d'une élection partielle déclenchée à la suite de la démission du député sortant Peter Gow qui a accepté un poste de shérif. Les Conservateurs ne présentant pas de candidat, Massie est alors élu par acclamation.
Il siège durant un seul mandat, car il décide de ne pas se représenter à l'élection de 1879 pour accepter un poste de directeur (Warden) à la prison centrale de Toronto.
En 1885, le gouvernement ontarien nomme une commission royale d'enquête dans le but d'investiguer sur des accusations de cruauté, partialité et mauvaise gestion contre Massie. Malgré une certaine latitude accordé aux prisonniers afin de témoigner contre Massie, la commission conclut qu'il n'y a pas de motif de plainte et conclut également à la trop grande indulgence de Massie. En 1890, il témoigne au cours d'une seconde commission royale en vue de procéder à un redressement du système carcéral.
Actif comme homme d'affaires dans la région de Guelph, il opère avec Christopher Campbell la manufacture de biscuit et confiseries Massie and Campbell. En 1870, il devient le premier directeur de la Guelph Gas Company chargée de produire et distribuer la gaz naturel à travers la ville.